# باب المواسم (الحيمة الخارجية)

تعديل مصدري - تعديل

باب المواسم هي إحدى قرى عزلة وهبي بمديرية الحيمة الخارجية التابعة لمحافظة صنعاء، بلغ تعداد سكانها 166 نسمة حسب تعداد اليمن لعام 2004.